# Немска езикова гимназия (Бургас)
Немската езикова гимназия в Бургас е средно училище в гр. Бургас с официално наименование: Немска езикова гимназия „Гьоте“ (НЕГ).

## История
Първото немско училище в Бургас, прераснало по-късно в гимназия, е открито през 20-те години на 20-и век. След Деветосептемврийския преврат то е затворено заедно с други образователни учреждения в града, а неговата сграда на ул. „Св. св. Кирил и Методий“ е превърната е болница. Сградата и до днес е известна в града като „Немската болница“.
На 15 септември 1960 година Немската гимназия в Бургас е отрита отново, като до 1991 година училището носи името на Вилхелм Пик. Отначало са сформирани 4 паралелки по двадесет ученици и те се помещават в сградата на гимназия „Г. С. Раковски“. Назначени са Борис Баев за директор и учители по немски език – Георги Георгиев, Мара Тодорова, Хелга Гунева, Маргита Асенова, Стоянка Башкова, Здравка Власева, Константин Якимов, Маргот Костадинова и Гизела Карагьозова. С разрастването на училището расте и броят на преподавателите, за да достигне днес 57 – голяма част от които са нейни бивши възпитаници. От 1971 година гимназията е преместена в сегашната сграда (к-с „Зорница“) и постепенно увеличава приема на ученици – новите паралелки стават 5 през 1983 година и 6 през 1994 година. А в днешни дни паралелките са 6.

## Обучение
В 9-и клас предметите биология и химия се преподават изцяло на немски език, а в 10-и на немски се изучават история и география. В 11-и клас всички разказвателни предмети се изучават изцяло на български. От 1994 г. гимназията е изпитен център за получаване на диплома за владеене на немски език (Deutsches Sprachdiplom I & II der Kultusministerkonferenz /DSD/).
Директор на училището е г-жа Антоанета Христова, а зам.-директори – г-н Радослав Герджиков и г-жа Силвия Михова.